# キツネノロウソク
キツネノロウソク（Mutinus caninus）は、担子菌門真正担子菌綱スッポンタケ目スッポンタケ科キツネノロウソク属のキノコ。

## 分布
北半球の温帯域、特にヨーロッパに分布する。

## 特徴
灰白色の卵形の幼菌から、6-12cmほどの長さの子実体が伸びる。橙色の子実体の頂部には、グレバと呼ばれる胞子を含んだ粘着性物質がある。この胞子塊がハエを惹きつける悪臭を放つことで、ハエによって胞子を分散させる。
森林の朽ちた切り株付近の落葉に生育する。
食用にはならない。
良く似た種に、キツネノエフデ（キツネノフデ、Mutinus bambusinus）がいる。